# Jernaldermiljøet i Vingsted
Jernaldermiljøet i Vingsted  är ett danskt friluftsmuseum, som ligger söder om Bredsten, väster om Vejle. Museet är en del av Vejlemuseerne och visar en rekonstruerad järnåldersmiljö med hus, ägor, smedja, offerställe samt husdjur. 

## Gårdar
- Vorbassehuset är en rekonstruktion av ett mindre långhus, sannolikt ett förrådshus, från grannskapet av byn Vorbasse i Midtjylland.
- Steppinggården är ett bostadshus för en stormannafamilj från byn Stepping i Sønderjylland. Gårdens samtliga tre långhus har rekonstruerats i Vingsted. Det största, nästan 20 meter långt, var gårdens bostadshus. Det näst största huset är 18 meter långt och var sannolikt stall/ladugård och lada. Det minsta huset, 13 meter långt, kan ha varit en arbetslokal.
- Overbygård består av bostadslånghus, djurhus samt ett mindre hus och är rekonstruerad efter fynd från flera gårdar som grävts fram öster om Nørresundby i Vendsyssel.
- Hoddegården är en hantverkargård för en smed, rekonstruerad efter fynd från byn Hodde mellan Varde och Grindsted på västra Jylland. Smedens gård var ett av sammanlagt 27 gårdar i en by och består av långhus, smedja och krukmakeri.

## Bildgalleri

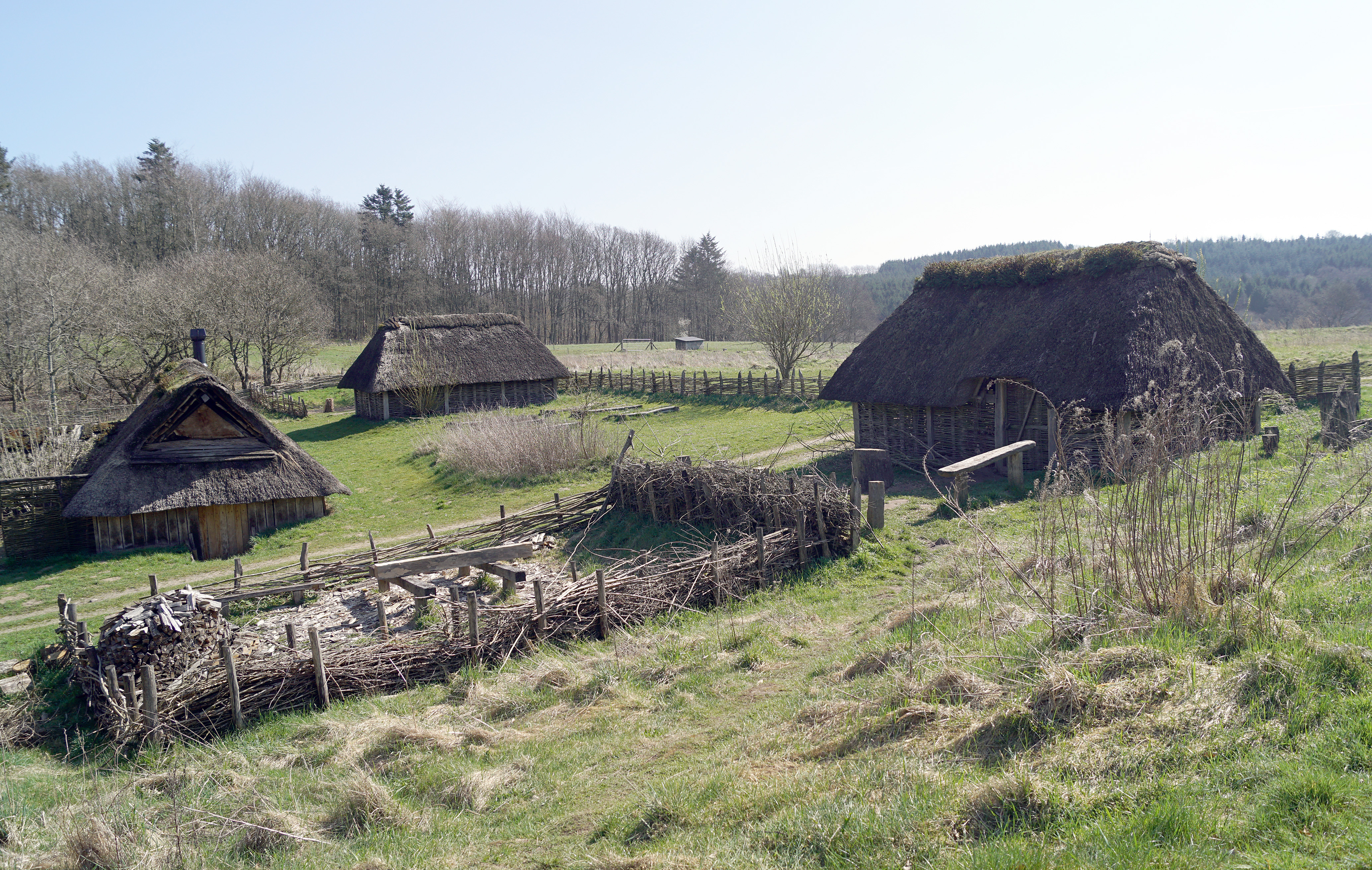
Overbygård
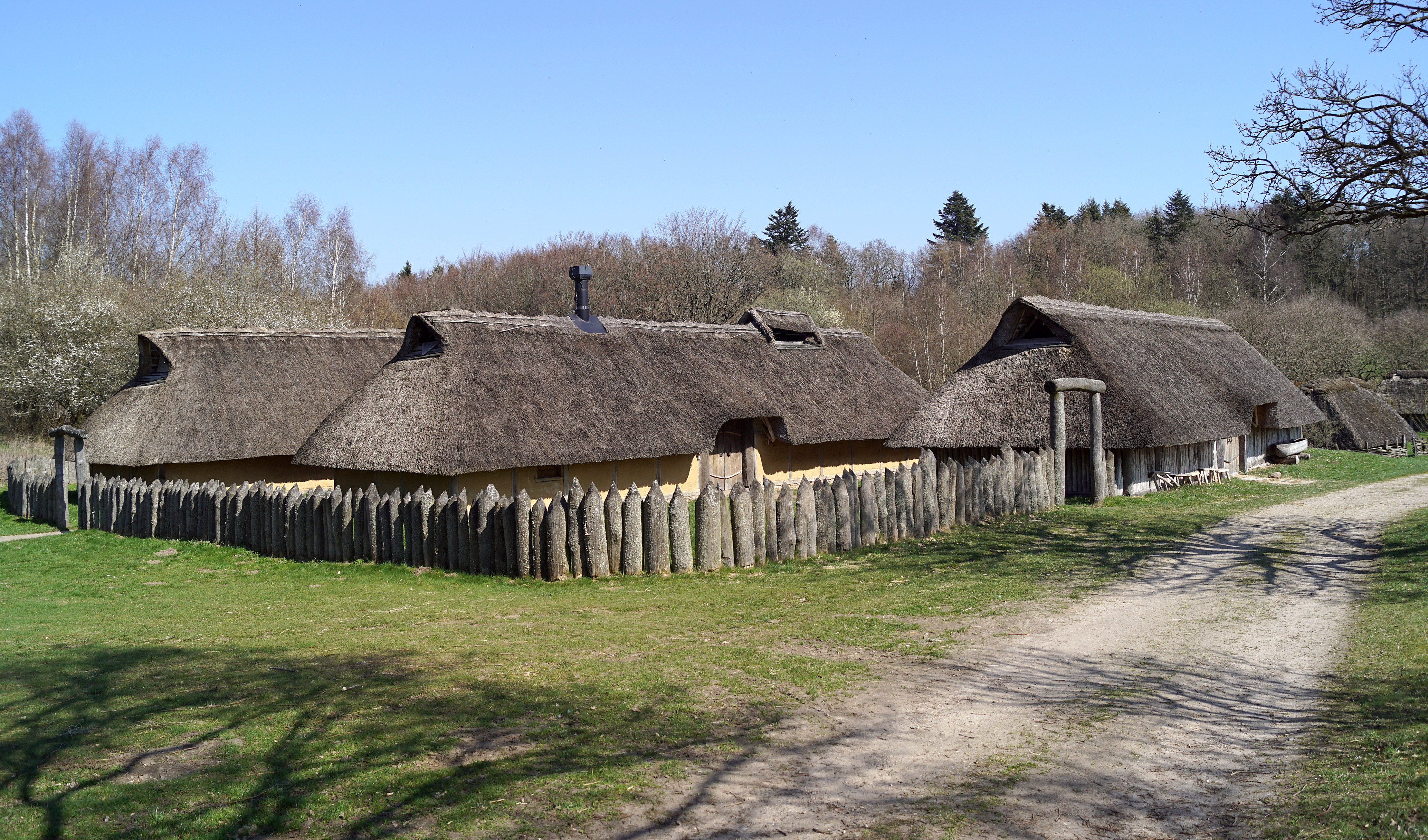
Steppinggården
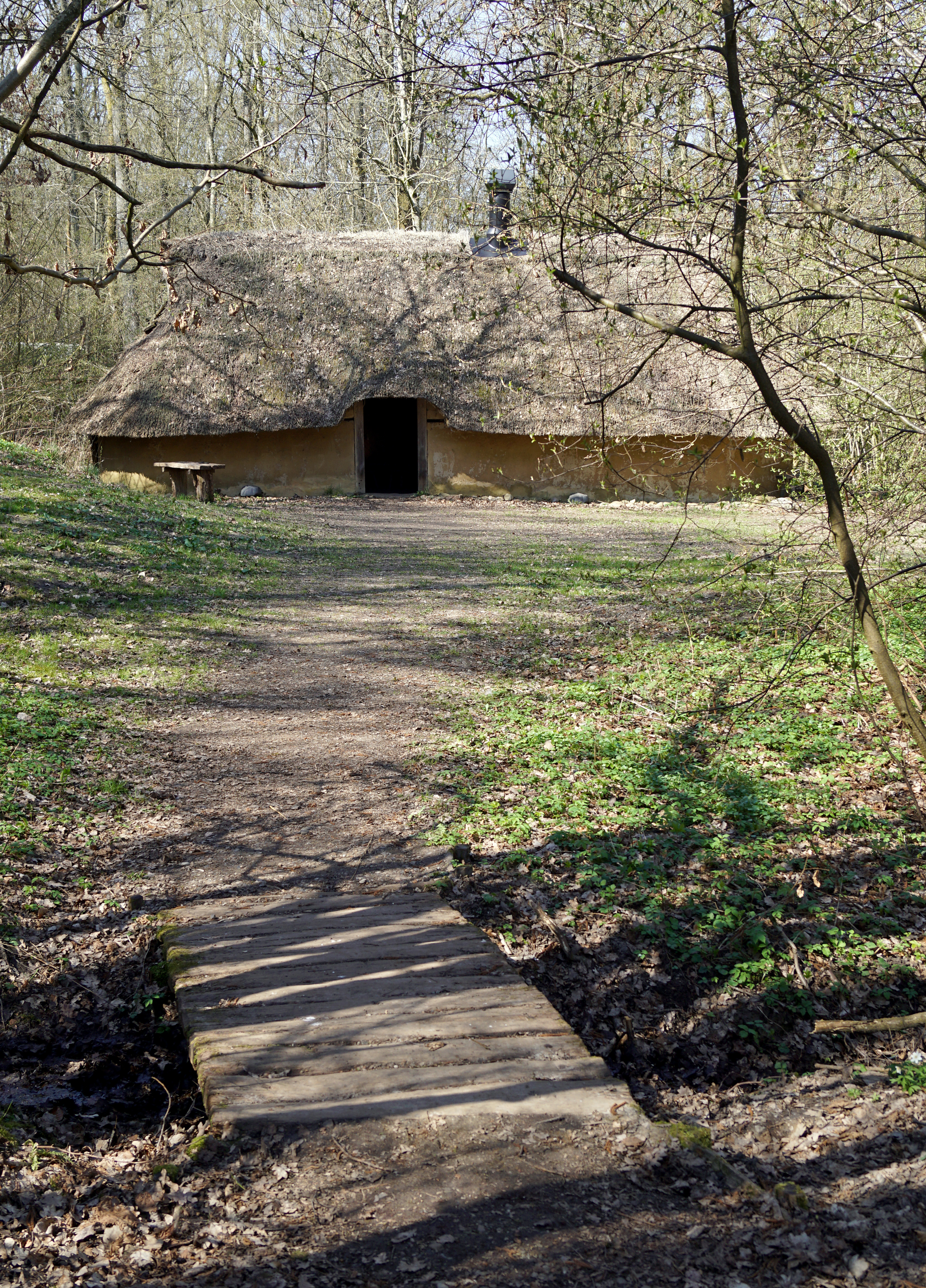
Vorbassehuset
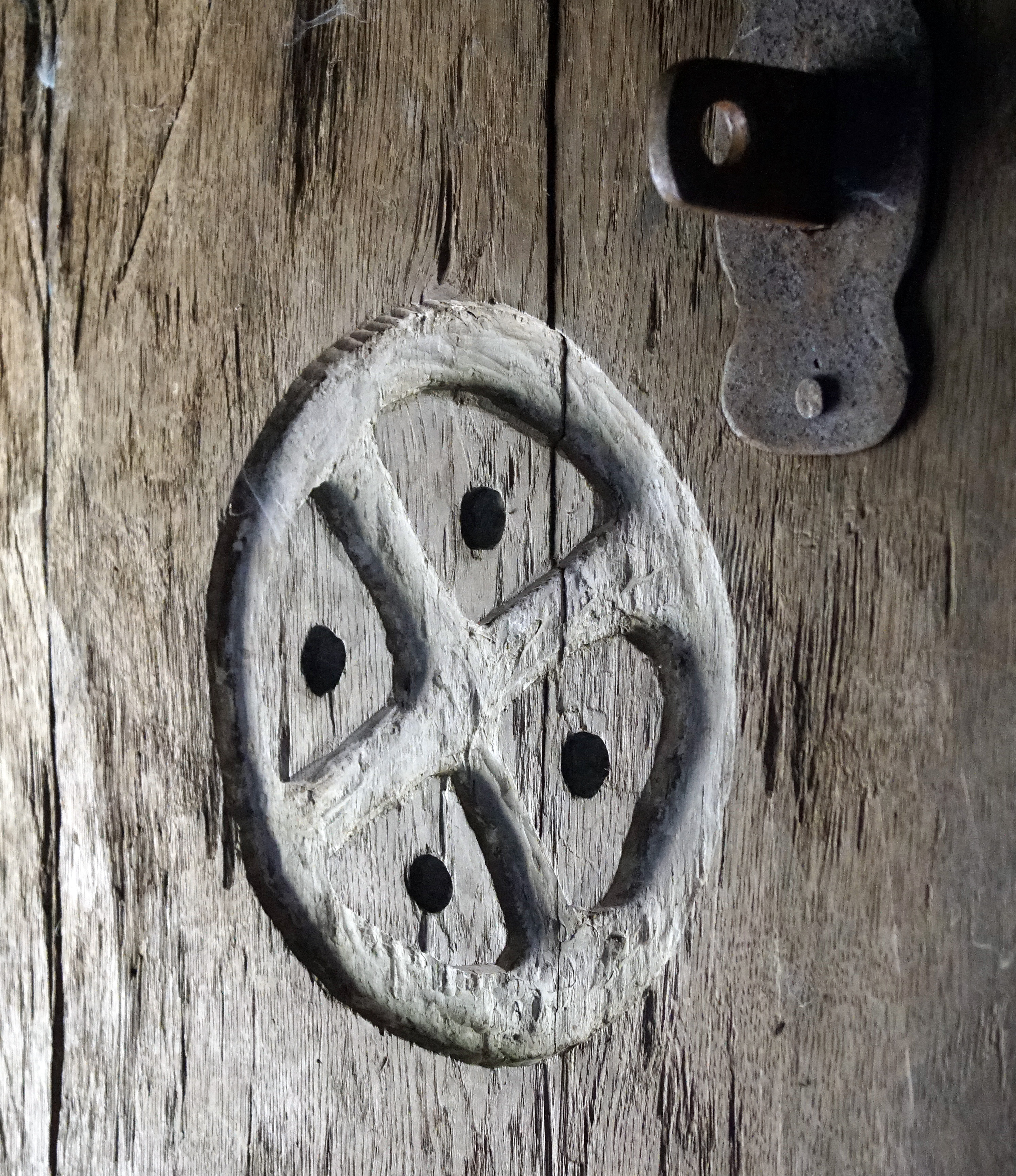
Dörrutskärning på Vorbassehuset